# باول الخوري
باول الخوري (بالإنجليزية: Paul Khoury)‏ هو لاعب دوري الرغبي أسترالي، ولد في 1 يوليو 1977 في سيدني في أستراليا.